# カルパティア山脈 (月)
カルパティア山脈（カルパティアさんみゃく）は、月の雨の海の南側の境界を形成する山脈である。北緯14.5度、西経24.4度に位置する。全長は361キロメートルあり、東西方向に伸びている。この名前は、中央ヨーロッパにあるカルパティア山脈にちなんで、ヨハン・ハインリッヒ・メドラーによって命名された
カルパティア山脈の西端はトビアス・マイヤーの付近から始まり、北側に緩やかな弧を描いてオイラーの北方へ至る。カルパティア山脈の東端からさらに東方にはアペニン山脈が広がっている。
山脈の所々に存在する谷は、雨の海から流入した溶岩によって一部埋没している。そのため谷の底面は平坦な地形をしており、主要な峰と峰とを分断している。